# Michel Abalan
Michel Henri Charles Abalan (* 5. Juni 1920 in Brest; † 16. Februar 2000 in Saint-Renan) war ein französischer Soldat, im Zweiten Weltkrieg Mitglied der Forces françaises libres und Compagnon de la Libération sowie später Kolonialbeamter in Indochina und Afrika.

## Leben
Michel Abalan stammte aus dem Département Finistère in der Bretagne, sein Vater war Versicherungsvertreter.
Nach seinem Schulabschluss legte er Mitte 1940, also während des Weltkrieges, nach einem Jahr Vorbereitung die Aufnahmeprüfung für die Militärschule Saint-Cyr ab. Bevor er jedoch das Prüfungsergebnis erhielt, unterlagen die französischen Truppen im Westfeldzug, weshalb er sich entschloss, De Gaulle nach Großbritannien in den Widerstand zu folgen. Auf dem Seeweg erreichte er am 21. Juni Plymouth, einige Tage später schloss er sich in London den freifranzösischen Streitkräften an. Zunächst wurde er dem kurzlebigen Bataillon de Chasseurs im Umgruppierungslager Delville Camp zugeteilt.
Mitte 1941 wurde er nach Pointe-Noire im französischen Mittelkongo, Äquatorialafrika, entsandt und dort, in Brazzaville, zum Bataillon du Pool abkommandiert. Im Dezember des gleichen Jahres folgte die Versetzung in die Levante, in Damaskus schloss er sich dann Anfang 1942 als Brigadier den Spahis Marocains als Teil der Groupe de Reconnaissance de Corps d'Armée an. Seine Einheit wurde bald darauf zum 1er Régiment de Marche de Spahis Marocains umformiert; Abalan verblieb bei dem Regiment bis zum Kriegsende. Er nahm an den alliierten Gegenoffensiven in Ägypten, Libyen und Tunesien teil. Im März 1943 erhielt er seine erste Kampfauszeichnung (citation) während des Gefechts um Oued Gragour, was ihm eine Offizierslaufbahn ermöglichte. Nachdem er an einem Lehrgang in Sabrata (Tripolitanien) teilgenommen hatte, erhielt er im Juni den Rang Aspirant. 
Nach Abschluss des Tunesienfeldzugs war Abalan in Marokko am Aufbau und Training der 2. Panzerdivision unter Generalmajor Leclerc, der sein Regiment unterstellt wurde, beteiligt. 1944 wurde die gesamte Division nach England verlegt und nahm an der Landung in der Normandie teil. Als Teil der Vorhut kämpfte Abalan nahe Argentan und erlitt hier eine Verwundung am Kopf, war aber dennoch bei der Befreiung von Paris am 25. August dabei. Im November kämpfte er erfolgreich in den Vogesen und während des Vorstoßes nach Straßburg, wurde durch einen Granatsplitter verwundet, mit einer zweiten citation ausgezeichnet und zum Sous-lieutenant befördert. Anfang 1945 folgte ein Einsatz vor La Rochelle, bevor Abalan den Krieg auf deutschem Boden beendete.
Direkt nach Kriegsende ging Abalan als ziviler Verwaltungsbeamter mit dem Dienstgrad Attaché de liaison administrative nach Indochina, wo bereits ein neuer Krieg (Indochinakrieg) ausbrach. 1946 arbeitete er im Auftrag des französischen Hochkommissars in Annam, bevor er anschließend nach Tonkin versetzt wurde. Dort war er in Hanoi in der Abteilung für politische Angelegenheiten im Einsatz, des Weiteren arbeitete er von 1946 bis 1949 als Regionalberater in der  Provinz Hòa Bình. 1948 wurde er für seine Leistungen bei den Operationen zur Befriedung der Mường ausgezeichnet.
Ab 1950 arbeitete Abalan mit dem Dienstgrad Administrateur adjoint bzw. anschließend Administrateur des Colonies in Französisch-Äquatorialafrika, zuerst in Brazzaville im Kongo und danach in Gabun, wo er von 1959 bis 1960 die Ämter des Interims-Präfekten und des stellvertretenden Präfekten von Ogooué-Maritime in Port-Gentil innehatte.
Von 1961 bis 1976 war Abalan dann Chargé de mission (Sonderbeauftragter) des Bildungsministeriums. Er starb 2000 und wurde in Porspoder beerdigt. 
Als Offizier und ranghoher Beamter hatte Michel Abalan eine große Anzahl staatlicher und militärischer Orden erhalten, so am 17. November 1945 den Ordre de la Libération, verbunden mit dem Titel Compagnon de la Libération. In späteren Jahren wurde er in die Ehrenlegion aufgenommen, 1990 wurde sein dortiger Rang zum Officier, 1996 zum Commandeur erhöht. Des Weiteren trug Abalan den Orden des Sterns von Anjouan in der Klasse Officier. Weitere Auszeichnungen sind das zweimal verliehene Croix de guerre 1939–45, das Croix de guerre des Théâtres d’Opérations Extérieurs, die Médaille des évadés, das Croix du Combattant 39/45, das Croix du Combattant Volontaire 39/45, das Croix du Combattant Volontaire de la Résistance, die Médaille des Blessés, die Médaille Commémorative de la France Libre sowie die Médaille coloniale mit den Spangen Libye, Tunisie und Extrême-Orient.